# Frugalidade
A frugalidade é a qualidade de ser frugal, poupador, econômico, prudente ou econômico no uso dos recursos de consumo, como alimentos, tempo ou dinheiro, e evitando desperdício, esbanjamento ou extravagância.
Na ciência comportamental, frugalidade tem sido definida como a tendência a adquirir bens e serviços de forma contida, e utilização dos próprios bens econômicos, recursos e serviços, para alcançar um objetivo de longo prazo.

## Estratégias para frugalidade
Estratégias comuns de frugalidade incluem a redução de resíduos, contenção de hábitos dispendiosos, supressão de gratificação imediata por meio de auto-contenção fiscal, procurando eficiência, reduzindo normas sociais dispendiosas, optando por opções sem custo, usando sistema de troca e ficando bem informado sobre as circunstâncias locais de mercado, produto e serviço. Frugalidade pode contribuir para a saúde, levando as pessoas a evitar os produtos que são caros e insalubres quando usados em excesso. A vida frugal é praticada principalmente por aqueles que pretendem cortar despesas, ter mais dinheiro, e obter o máximo que for possível de seu dinheiro.

## Filosofia
Frugalidade, no contexto de certos sistemas de crenças, é uma filosofia em que o indivíduo não confia ou é cético, de especialistas de conhecimento, muitas vezes de mercados comerciais ou culturas corporativas, afirmando saber o que é melhor no interesse material, econômico ou espiritual do indivíduo.
Diversas comunidades espirituais consideram a frugalidade uma virtude ou uma disciplina espiritual. A Sociedade Religiosa dos Amigos e os Puritanos são exemplos de tais grupos. A filosofia básica por trás disso é a ideia de que as pessoas devem economizar dinheiro a fim de alocá-lo para mais fins de caridade, como ajudar outros em necessidade.
Há também ambientalistas que consideram a frugalidade uma virtude através do qual os seres humanos podem fazer uso de suas habilidades como os ancestrais caçadores-coletores, adquirindo o mínimo necessário de bens materiais e precisando de pouco, e se encontrando na natureza, em vez de seguir convenções artificiais ou religião. Henry David Thoreau expressa uma filosofia semelhante em seu livro "Walden", o prazer da autossuficiência, um mínimo de possessões, e uma vida simples na floresta.

## A frugalidade no mundo corporativo
Frugalidade foi adotado como um imperativo estratégico por algumas grandes empresas como meio de redução de custos através de uma filosofia de engendrar gastos cuidadosos entre a força de trabalho.
A redução de custos é muitas vezes percebida de forma negativa, seja dentro de uma organização empresarial ou na sociedade, por incentivar cada empregado a abraçar frugalidade, transfere o ônus da redução de custos de gestão para o empregado e ao fazer isso, as corporações introduzem uma obrigação moral para redução de custos, porém se feito com sucesso, há muitos benefícios para funcionários e acionistas.